# Saison 2022 de l'USFL
Navigation
Édition suivante
La saison 2023 de l'USFL est la 1re de l'histoire de la United States Football League, une ligue mineure professionnelle de football américain.
Il s'agit d'une ligue de printemps dans la mesure où le calendrier de la saison (avril à juillet) est décalé par rapport à celui de la prestigieuse NFL.
Le finale 2022 est remportée par les Stallions de Birmingham.

## Calendrier et stades
La saison régulière 2022 commence le 16 avril et se termine le 19 juin 2022, l'ensemble des matchs se déroulant à Birmingham en Alabama au Protective Stadium (pour les semaines 1 à 7 et 9) et au Legion Field (pour les semaines 8 et 10),.
Les demi-finales se déroulent le 25 juin et la finale le 7 juillet au Tom Benson Hall of Fame Stadium (en) de Canton dans l'Ohio.
Le choix de Birmingham comme unique ville à accueillir les matchs de saison régulière a eu de mauvaises conséquences au niveau des assistances. Alors que celle des matchs des Stallions étaient conséquentes, l'assistance aux autres matchs était assez faible. Le match d'ouverture entre Tampa Bay et Pittsburgh (reprogrammé au lundi soir) s'est pratiquement joué dans un stade vide tandis que le quotidien USA Today relate que pour le match en deuxième semaine opposant Pittsburgh à Philadelphie, le personnel de la Fox Broadcasting Company était plus nombreux que les spectateurs.

## La draft
La draft 2022 de l'USFL s'est déroulée les 22 et 23 février 2022. Son format est similaire à celle de la XFL 2020, les joueurs étant sélectionnés lors de phases basées sur la position occupée sur le terrain. Shea Patterson (en), quarterback des Wolverines du Michigan  été sélectionné lors du premier choix par les Panthers du Michigan.

## Équipes
Les huit équipes de la saison 2022 portent toutes les noms et les couleurs des équipes ayant joué dans l'ancienne ligue USFL. Elles sont réparties entre les divisions Sud et Nord :
| Division Nord        | Division Nord        | Division Nord                  | Division Nord |
| -------------------- | -------------------- | ------------------------------ | ------------- |
| Équipe               | Entraîneur principal | Ville                          | 1re saison    |
| Michigan Panthers    | Jeff Fisher          | Détroit, Michigan              | 2022          |
| New Jersey Generals  | Mike Riley           | East Rutherford, New Jersey    | 2022          |
| Philadelphia Stars   | Bart Andrus          | Philadelphie, Pennsylvanie     | 2022          |
| Pittsburgh Maulers   | Kirby Wilson         | Pittsburgh, Pennsylvanie       | 2022          |
| Division Sud         |                      |                                |               |
| Équipe               | Entraîneur principal | Ville                          | 1re saison    |
| Birmingham Stallions | Skip Holtz           | Birmingham, Alabama            | 2022          |
| Houston Gamblers     | Kevin Sumlin         | Houston, Texas                 | 2022          |
| New Orleans Breakers | Larry Fedora         | La Nouvelle-Orléans, Louisiane | 2022          |
| Tampa Bay Bandits    | Todd Haley           | Tampa Bay, Floride             | 2022          |

## Saison régulière

### Résultats
| H \ A | H \ A                | Michigan | Nw Jersey | Philadelphia | Pittsburgh |         | Birmingham | Houston | Nw Orleans | Tampa Bay |
| ----- | -------------------- | -------- | --------- | ------------ | ---------- | ------- | ---------- | ------- | ---------- | --------- |
| N     | Michigan Panthers    |          | 06 – 10   | 24 – 46      | 33 – 21    | 17 – 33 |            |         | 20 – 27    |           |
| N     | New Jersey Generals  | 25 – 23  |           | 24 – 16      | 21 – 13    | 24 – 28 |            |         | 20 – 13    |           |
| N     | Philadelphia Stars   | 26 – 25  | 23 – 26   |              | 17 – 16    |         | 35 – 24    | 17 – 23 |            |           |
| N     | Pittsburgh Maulers   | 00 – 24  | 18 – 29   | 23 – 30      |            |         | 21 – 20    | 16 – 26 |            |           |
|       |                      |          |           |              |            |         |            |         |            |           |
| S     | Birmingham Stallions |          |           | 30 – 17      | 26 – 16    |         | 33 – 28    | 22 – 13 | 21 – 18    |           |
| S     | Houston Gamblers     | 17 – 12  | 25 – 26   |              |            | 17 – 15 |            | 16 – 23 | 03 – 13    |           |
| S     | New Orleans Breakers | 31 – 27  | 17 – 27   |              |            | 09 – 10 | 03 – 20    |         | 34 – 03    |           |
| S     | Tampa Bay Bandits    |          |           | 28 – 35      | 17 – 03    | 10 – 16 | 27 – 26    | 06 – 17 |            |           |

### Classement
| 1 | New Jersey Generals | 9 | 1 | 90,0 | 6–0 | 232 | 182 |
| 2 | Philadelphia Stars  | 6 | 4 | 60,0 | 4–2 | 262 | 243 |
| 3 | Michigan Panthers   | 2 | 8 | 20,0 | 2–4 | 211 | 236 |
| 4 | Pittsburgh Maulers  | 1 | 9 | 10,0 | 0–6 | 147 | 243 |

| 1 | Birmingham Stallions | 9 | 1 | 90,0 | 5–1 | 234 | 169 |
| 2 | New Orleans Breakers | 6 | 4 | 60,0 | 3–3 | 196 | 164 |
| 3 | Tampa Bay Bandits    | 4 | 6 | 40,0 | 2–4 | 162 | 195 |
| 4 | Houston Gamblers     | 3 | 7 | 30,0 | 2–4 | 196 | 208 |

## Phase finale
|  | Finales de Division       | Finales de Division       |                         |    | Finale | Finale |
|  | Finales de Division       | Finales de Division       |                         |    | Finale | Finale |
|  |                           |                           |                         |    |        |        |
|  |                           |                           |                         |    |        |        |
|  |                           |                           |                         |    |        |        |
|  | N2 - Philadelphia Stars   | 19                        |                         |    |        |        |
|  | N2 - Philadelphia Stars   | 19                        |                         |    |        |        |
|  | N1 - New Jersey Generals  | 14                        |                         |    |        |        |
|  | N1 - New Jersey Generals  | 14                        | N1 - Philadelphia Stars | 30 |        |        |
|  |                           |                           | N1 - Philadelphia Stars | 30 |        |        |
|  |                           | S1 - Birmingham Stallions | 33                      |    |        |        |
|  | S2 - New Orleans Breakers | S1 - Birmingham Stallions | 33                      | 17 |        |        |
|  | S2 - New Orleans Breakers |                           |                         | 17 |        |        |
|  | S1 - Birmingham Stallions | 31                        |                         |    |        |        |
|  | S1 - Birmingham Stallions | 31                        |                         |    |        |        |